# Lenguas nyulnyulanas
Las lenguas nyulnyulanas o ñulñulanas son una pequeña familia de lenguas aborígenes australianas, estrechamente emparentadas y habladas en el noreste de Australia.
Las lenguas nyulnyulanas forman dos ramas establecidas sobre la base de innovaciones léxicas y morfológicas.
- Occidental o ñunñúlico: 
  - Nyulnyul †, Bardi, Jawi, Djabirr-Djabirr †, Nimanburru †
- Oriental o dyukun: 
  - Yawuru, Dyugun †, Warrwa †, Nyigina, Ngumbarl †

## Comparación léxica
Los numerales en las diversas lenguas ñulñulanas son:
| GLOSA | Occidental     | Occidental | Occidental | Occidental     | Occidental | Oriental    | Oriental | Oriental  | PROTO- ÑULÑULANO                   |
| GLOSA | Nyulnyul       | Djawi      | Bardi      | Dyaber- dyaber | Nimanbur   | Yawuru      | Nyigina  | Warrwa    | PROTO- ÑULÑULANO                   |
| ----- | -------------- | ---------- | ---------- | -------------- | ---------- | ----------- | -------- | --------- | ---------------------------------- |
| '1'   | war            | wandjari   | aRindji    |                |            | waranyjarri | wingair  | wanyjarri | *waranyjarri /*waraɲɟari/          |
| '2'   | kujarr         | kuyarra    | gudjara    | gudjara        | kujarr     | gujarra     | kutjara  | kujarra   | *kutjarra /*kucara/                |
| '3'   | irrjiwar       | edjar      |            |                |            | gudit-e     | 2+1      |           | *irrdji-wanyjarr /*irɟi-waɲɟar/(?) |
| '4'   | kujarra kujarr | 2+2        |            |                | 2+2        |             | 2+2      |           | *2+2                               |